# Karabach-Hochland
Das Karabach-Hochland (aserbaidschanisch Qarabağ yaylası; armenisch Ղարաբաղի բարձրավանդակ; russisch Карабахское нагорье) befindet sich im äußersten Osten des Armenischen Hochlands.
Das Karabach-Hochland erstreckt sich zwischen dem Karabachgebirge im Osten sowie Sangesurkamm und dem Östlichen Sewangebirge im Westen. Die Flusstäler von Worotan und Tərtər im Westen und Hakari im Osten trennen das Karabach-Hochland von den angrenzenden Gebirgen. Höchste Erhebung bildet der Dəlidağ mit 3616 m Höhe. Aus der Hochfläche ragen mehrere Kegel erloschener Vulkane heraus. Höchster dieser Vulkane ist der 3594 m hohe an der armenisch-aserbaidschanischen Grenze gelegene Qızılboğaz. In der Nähe dieses Vulkans wurden die so genannten Petroglyphen von Ughtasar entdeckt.

## Berge (Auswahl)
Im Folgenden sind eine Reihe von Gipfeln des Karabach-Hochlands in Nord-Süd-Richtung sortiert aufgelistet:
- Dəlidağ (3616 m) (⊙), Aserbaidschan
- Qızılboğaz (3594 m) (⊙), Armenien/Aserbaidschan
- Ischkhanasar (3550 m) (⊙), Armenien/Aserbaidschan